# Гитара русская акустическая новая
Гита́ра ру́сская акусти́ческая но́вая (ГРАН) — струнный щипковый музыкальный инструмент, представляющий собой классическую гитару, на которой на разной высоте от грифа установлено 2 комплекта струн: нейлоновые и, ближе к грифу, металлические.
Изобретена челябинскими гитаристами Владимиром Устиновым и Анатолием Ольшанским.